# 17004 Sinkevich
17004 Sinkevich este un asteroid din centura principală de asteroizi.

## Descriere
17004 Sinkevich este un asteroid din centura principală de asteroizi. A fost descoperit pe 12 februarie 1999 la Socorro, New Mexico, în cadrul proiectului LINEAR. Asteroidul prezintă o orbită caracterizată de o semiaxă mare de 2,28 ua, o excentricitate de 0,13 și o înclinație de 3,4° în raport cu ecliptica.